# Nachal Gaton
Nachal Gaton (hebr. נחל געתון) – rzeka płynąca w północnej części Izraela, mająca swoje źródła w pobliżu miejscowości Mi’ilja w Górnej Galilei i ujście do Morza Śródziemnego w mieście Naharijja. Rzeka ma długość około 19 km.

## Przebieg

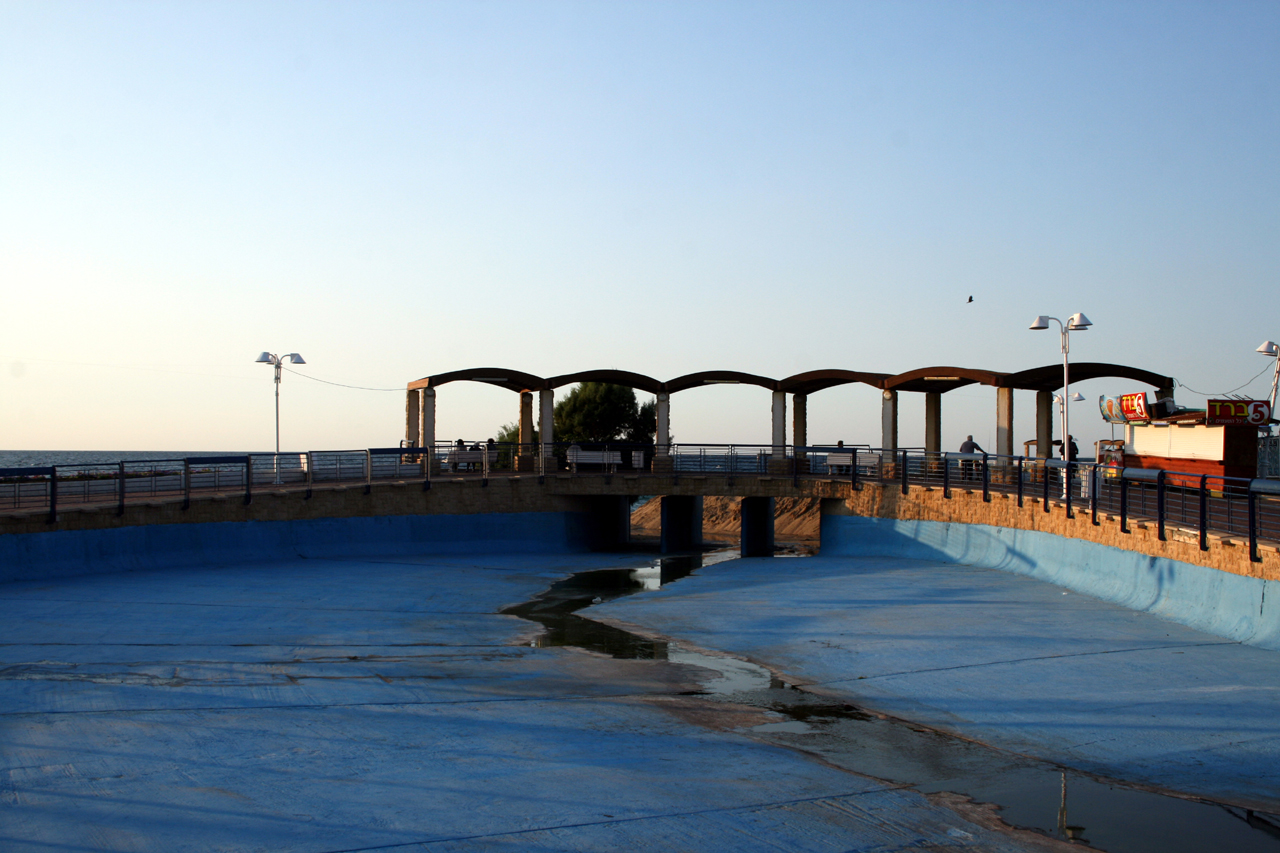
Ujście Nachal Gaton w Naharijji w okresie letnim

Nachal Gaton ma swoje źródło na wzgórzu położonym na południowy zachód od miejscowości Mi’ilja w Górnej Galilei. Kieruje się stąd głębokim wadi w kierunku południowo-zachodnim. Zasilają ją wody strumieni Marwa, Meraw i Oszrat. Znaczna część jej wód jest zatrzymywana w zbiorniku retencyjnym Gaton, i wykorzystywana następnie do potrzeb rolnictwa. Pozostała część wody jest tak niewielka, że Gaton wpływając na równinę przybrzeżną Izraela ma już charakter rzeki okresowej. Dociera do miasta Naharijja, gdzie ma swoje ujście do Morza Śródziemnego.

## Zagospodarowanie
Większa część wody z Nachal Gaton jest wykorzystywana w celach rolniczych. W normalnych warunkach rzeka wpadając do Morza Śródziemnego ma wielkość niewielkiego strumienia, który w upalne lata całkowicie wysycha. W deszczowych okresach zimowych zdarza się jednak, że ilość odprowadzanej wody nie mieści się w korycie rzeki i powoduje lokalne podtopienia.